# 皮薩克區

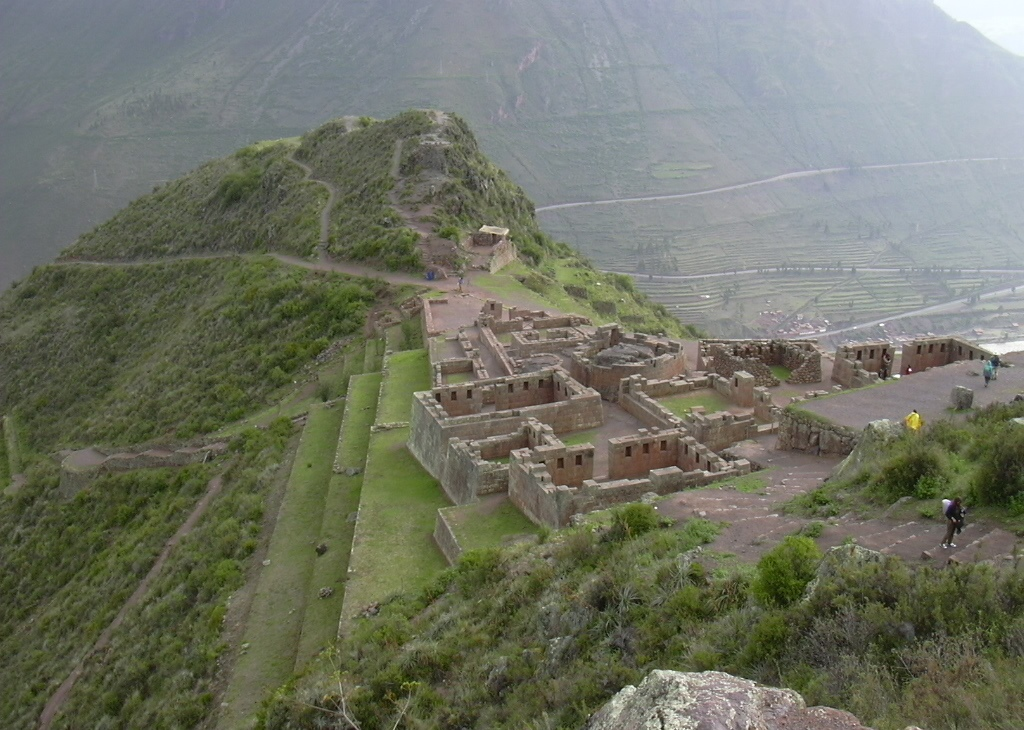

皮薩克區（西班牙語：Distrito de Písac），是秘魯的一個區，位於該國南部庫斯科大區的卡爾卡省，始建於1825年6月21日，面積148.25平方公里，海拔高度2,972米，2005年人口9,239，人口密度每平方公里62人。